# Лисолайски, Зак
Зак Лисолайски (англ. Zach Lisolajski; род. 5 октября 2005, Мельбурн) — австралийский футболист, защитник клуба «Куинз Парк Рейнджерс».

## Клубная карьера
Лисолайски — воспитанник клубов «Сиденхэм Парк Соккер», «Ньюкасл Юнайтед Джетс» и «Уэстерн Юнайтед». 27 января 2024 года в матче против «Уэстерн Сидней Уондерерс» он дебютировал в А-Лиге. Летом 2024 года Лисолайски перешёл в «Перт Глори». 3 августа в матче Кубка Австралии против «Мельбурн Сити» он дебютировал за основной состав. 28 августа в поединке против «Моретон Сити Эксельсиор» Зак забил свой первый гол за «Перт Глори». 

## Международная карьера
В 2025 году в составе молодёжной сборной Австралии Бенни стал победителем молодёжного Кубка Азии в Китае. На турнире он сыграл в матчах против сборных Катара, Китая и Саудовской Аравии. 

## Достижения
Международные
 Австралия (до 20)
- Победитель молодёжного Кубка Азии — 2025